# Лукштас (озеро, Зарасайский район)
Лу́кштас (устар. Лукшта, Лукште; лит. Lukštas) — озеро на северо-востоке Литвы. Располагается на территории Сувекского староства в северной части Зарасайского района. Относится к бассейну Западной Двины.
Озеро Лукштас имеет сложную форму. Находится на высоте 140,3 м над уровнем моря, в 2 км северо-западнее деревни Стялмуже, поблизости от латвийско-литовской границы. Площадь озера составляет 1,085 км² (по другим данным — 1,07), длина 1,8 км, ширина до 1,4 км. Есть два острова, общей площадью 5,4 га. Наибольшая глубина — 3,5 м, средняя глубина — 2 м. Береговая линия очень извилистая, протяжённость — 9,6 км. Берега в основном низкие, заболочены на севере и северо-западе. Площадь водосборного бассейна — 58,4 км². Впадает несколько ручьёв. С северной стороны вытекает река Илуксте (река).